# Houjicha
Hōjicha (Houjicha) (ほうじ茶?) es un té verde que se distingue de otros porque se tuesta en un tazón de porcelana sobre carbón; la mayoría de los tés japoneses se preparan con vapor. Este té es puesto al fuego a una temperatura alta, alterando así el color de la hojas convirtiéndolas de verde a un color café-rojizo. Este proceso se inició en Kioto, Japón en la década de 1920 y sigue siendo popular en la actualidad.
El hōjicha se hace con bancha (番茶?), té común de la última cosecha de la temporada. Sin embargo existen otras variedades de hōjicha, incluyendo una variedad hecha con sencha y kukicha, tés hechos de las ramas de la planta del té en lugar de las hojas.
Las infusiones de hōjicha tienen una ligera apariencia café-rojiza y son menos astringentes debido a la pérdida de catechina durante el proceso de tostado a altas temperaturas. Los sabores tostados dominan en esta mezcla: el tostado reemplaza los tonos vegetales del té verde estándar con un sabor tostado ligeramente acaramelado. El proceso de tostado también reduce las cantidades de cafeína en el té. Debido a su suavidad, el hōjicha es popular para tomarse en las tardes o después, antes de ir a dormir, e incluso preferido por los niños y adultos mayores.